# Thectardis
Thectardis ist eine ausgestorbene Tiergattung des Ediacariums unsicherer taxonomischer Zuordnung.

## Etymologie
Der Gattungsname Thectardis ist eine Zusammensetzung aus den altgriechischen Wörtern thektos (scharf zulaufend) und ardis (Pfeilspitze). Der Artname avalonensis leitet sich von der Typlokalität, der Avalon-Halbinsel in Neufundland ab.

## Erstbeschreibung
Thectardis avalonensis wurde im Jahr 2004 zum ersten Mal von Matthew E. Clapham und Kollegen wissenschaftlich beschrieben.

## Vorkommen
Thectardis wurde bisher nur an der Typlokalität, dem Mistaken Point in Neufundland, angetroffen. Es sind insgesamt 205 Fossilfunde bekannt, die auf zwei unterschiedlichen Schichtflächen auftreten, welche lithologisch 2000 Meter und chronologisch 10 Millionen Jahre auseinanderliegen. Die ältere Schichtfläche liegt in der oberen Drook Formation und besitzt ein Alter von 575 Millionen Jahren BP, wohingegen die jüngere Schichtfläche zum oberen Abschnitt der Mistaken Point Formation gehört und ein Alter von 565 ± 3 Millionen Jahre BP aufweist.

### Vergesellschaftung
Thectardis kann mit folgenden Taxa vergesellschaftet sein:
- Bradgatia
- Charnia masoni
- Charniodiscus
- Ivesia lobata.

## Beschreibung

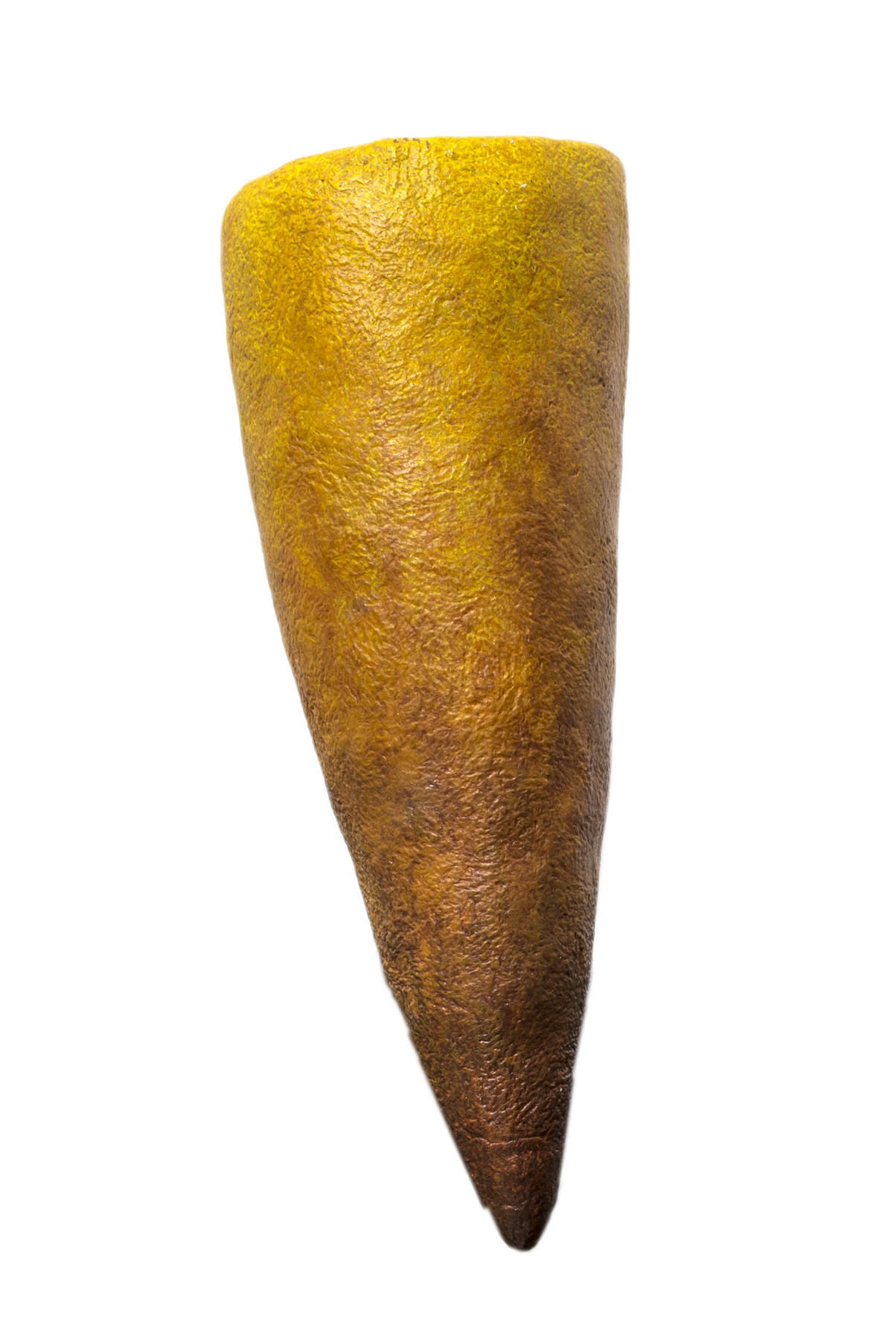
Thectardis avalonensis aus der Sammlung des MUSE in Trient

Auf den Schichtflächen legen Fossilien von Thectardis, die allesamt als leicht herausragendes, positives Epirelief auf der Schichtoberseite erhalten sind, eine Dreiecksfigur an den Tag. Angehobene, 5 bis 7 Millimeter breite Ränder und eine zentrale Vertiefung deuten jedoch darauf hin, dass es sich in Wirklichkeit um einen Kegel handelt, der mit seiner Spitze im Sediment steckt. Die Kegellänge kann von 2,6 bis 16,5 Zentimeter variieren, die Breite von 2,4 bis 9,6 Zentimeter. Das Verhältnis Höhe zu Breite bleibt in etwa konstant – Fossilien auf der älteren Schichtfläche haben ein Verhältnis von 1 bis 2,5, wohingegen die Fossilien auf der jüngeren Schichtfläche ein etwas höheres Verhältnis (1 bis 3) erreichen können. Dieses mehr oder weniger gleich bleibende Verhältnis legt überdies nahe, dass der Organismus von der im Sediment steckenden Spitze aufwärts wuchs. Die Innenseite des Kegels ist entweder glatt und unverziert oder von undeutlichen, transversalen Markierungen durchzogen. Letzteres Charaktermerkmal scheint offensichtlich nur auf die Mitglieder der Schichtfläche im Hangenden begrenzt zu sein.

## Ökologie
Wasserströmungen konnten die dreiecksförmigen Fossilien gerichtet umwerfen. Fielen sie hierbei auf andere Gegenstände, so bogen sie sich über ihr Widerlager. In Lebendposition steckten die Organismen wie Nadeln in einem Nadelkissen mit ihrer Spitze in den die Sedimentoberfläche überziehenden und agglutinierenden Mikrobenmatten des Ediacariums und ähnelten dabei umgedrehten Kegeln.
Thectardis lebte sehr wahrscheinlich von suspendierten Nahrungspartikeln. Da keinerlei Haftscheiben erhalten sind, bleibt es ein Rätsel, wie das Fossil letztendlich mit dem Substrat verhaftet war.